# Gyulai várkastély
Gyula város központjában, a vár szomszédságában található a Harruckern–Wenckheim–Almásy-kastély. A dél-alföldi régión belül ez a legrégebbi főúri rezidencia, egyben a térség legjelentősebb barokk kori építménye. Az első kastély az 1720-as években épült az egykori huszárvárban, majd a mai helyén álló barokk stílusú építmény az 1740-es években épült és 1902-ig folyamatosan bővült újabb díszítőelemekkel, illetve helységekkel. A kastély egykori birtokosai között találhatjuk a Harruckern, Wenckheim és az Almásy család híresebb tagjait. A 20. század második felétől romlott a kastély állapota. Végül a 2010-es évek közepén egy pályázat keretén belül rekonstruálták a kastély épületét és kialakítottak benne egy látogatóközpontot.

## Története

### Előtörténet
A gyulai vár és várkastély története szorosan összefonódik egymással. A vár mai is ismert legnagyobb kiterjedését a 16. században érte el. A kastély mai helyén állt az egykori huszárvár, később a török hódoltság idején a környékén kisebb lakóépületek és boltok helyezkedtek el.
Ennek az időszaknak az emlékét őrzi a kastély területén található Török torony. A torony elődje egy egyszintes, boltozatos, vakolt felületű téglaépítmény volt, amely a palánkerődítés kaputornyaként funkcionált. Az 1566-os ostromot követően a törökök lebontották a kaputornyot és a palánk délnyugati oldalán építették fel újból.

### A Harruckern család uradalma idején (1720–1798)
Gyula 1695-ben szabadult fel a törökök uralma alól. A gyulai uradalom területet báró Harruckern János György kapta meg katonai szolgálatért cserében III. Károlytól. Az akkori huszárvár területén kezdte meg az építkezést. Leopold Franz von Rosenfeld 1722-ben épített térképének tanúsága szerint már állt a kastély elődje. A család a kastélykertben álló várépületet gazdasági célokra használta fel (mivel már ekkor felépült a hadászati célokat betöltő aradi erőd), pálinka- és sörfőzőt létesítettek.
Fia, Harruckern Ferenc Domonkos az 1740-es években bővítette az épületet, az egykori kaputornyot barokk stílusban alakította át. 1746-ban az országban elsőként színjátékot adtak elő a kastélyban. A kastély előtt pedig egy parkot létesített. 1775-ös halálát követően a női leszármazottai (Mária Anna, Jozefa) örökölték a kastélyt egészen 1798-ig. 1795 során a kastélyban tűz ütött ki, amelynek következtében a főfal és egyes boltozati helyiségek maradtak csak meg.

### A Wenckheim család uradalma idején (1798–1869)
Az 1798-as birtokfelosztás során Wenckheim József Ágostont osztatlanul illette meg a birtok a Harruckern Gruber Mária Teréziával kötött házassága. A kastély bővítése esett át ismét. De 1801-ben ismét tűzvész pusztította el az épületet. Ennek következtében került Gyulára Wenckheim Ferenc hívására id. Czigler Antal építész. Ettől kezdve 60 éven át urasági építőmesterként szolgálta a családot. 1802 és 1803 között zajlott le az újjáépítés. A kastély késő barokk, copf stílusban épült újjá. Az épület nemesi rezidenciává épült ki, a főépület mellé ekkor került lovarda (1832-ben) és cselédszárny, ekkor létesítettek télikertet. A Török Torony ekkortól lett a kastély része és ezzel átellenben építettek a főépület, illetve a cselédszárny közé egy Víztornyot. Az építkezés során eltűnt az egykori huszárvár, a palánkfalakat és bástyákat lebontották, a várárkot pedig betömték. Wenckheim Ferenc Szerafin Lipót 1838-as halála után Wenckheim Ferenc kapta meg a gyulai uradalmat. Az 1849. augusztus 13-ai világosi fegyverletételt követően az orosz vezérkar főhadiszállásává vált.

### Az Almásy család uradalma idején (1869–1945)
Wenckheim József 1869-ben bekövetkezett halálát követően két örököse maradt: Gyula és Stefánia Mária. Mivel Gyulának nem született utódja, ezért Wenckheim Stefánia Mária örökölte a kastélyt az Almásy Kálmánnal 1855-ben kötött házassága révén. Később fiuk, Almásy Dénes örökölte a kastélyt. 1888-ban költözött be az addig lakatlanná váló kastélyba feleségével, Károlyi Gabriellával. A kastély felújításon és bővítésen esett át. Majd 1902 és 1905 között Sztarill Ferenc építész újabb bővítést hajtott végre. A korábbi újítások mellett (szárnyépületek emeletessé tétele, angolkert és halastó létesítése) az udvar homlokzata átalakításon, a Török Torony födémezésen esett át, és az emelet bővítése is megtörtént.
1932 után Almásy Dénes feleségével és Gabriella lányával együtt kiköltözött a cselédszárnyba, a főépületet (fűtési gondok miatt) pedig csak különleges alkalmakkor nyitották ki a családtagok számára. 1942-ben a kastélypark felparcellázásra került. Az utolsó Almásy-örökös, Alajos 1945 novemberében öngyilkos lett, testvére, Kálmán pedig a második világháború kitörése óta Angliában tartózkodott és ott is maradt.

### A kastély sorsa 1945 után
A kastély a szovjet megszállást követően államosították, a kastély berendezéseit elhordták, kifosztották. Az épületben szakmunkásképző iskolát, ápolónőképző iskolát és kollégiumot, 1955-től csecsemőotthont alakítottak ki. A Gyulai Termálfürdő az 1960-as években a kastélypark területén gyógyfürdőt alakított ki. 1950-ben az épület Víztornyát elbontották, de később 1985-ben betonból újra felépítették. Az 1990-es években a kastély fokozatosan kiürült, majd 2002-ben a csecsemőotthon is bezárta kapuit. 2011-ben a kastély állami tulajdonból visszakerült Gyula város önkormányzatának tulajdonába.

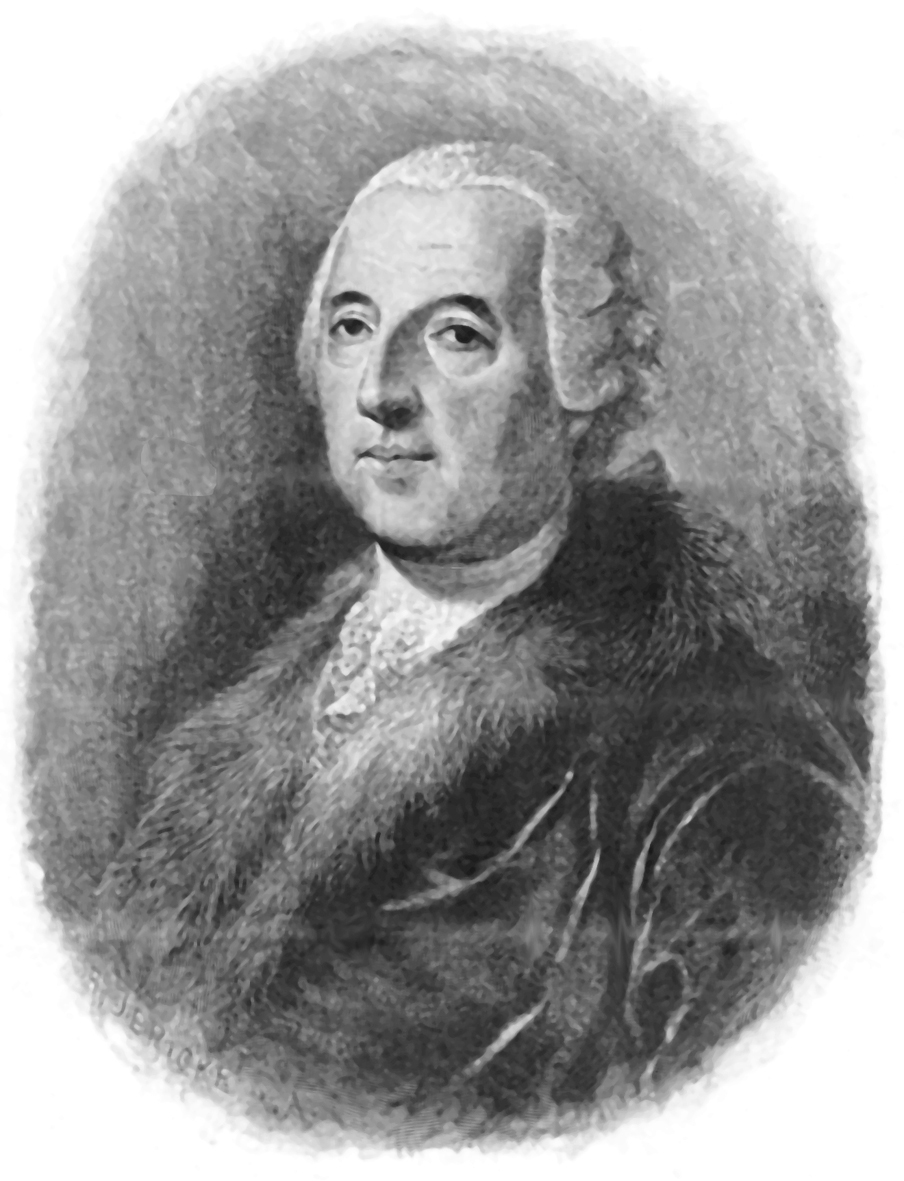
Harruckern Ferenc (1696–1775), Harruckern János György fia. Apja egykori uradalmi házát kastéllyá átépítette az 1740-es években.

### A felújítás (2014–2016)
2012-ben a város önkormányzata "Hétköznapok és ünnepek az alföldi kastélyokban - A gyulai Almásy-kastély évszázadai" címmel nyert kastélyfelújítási projekt keretén belül két milliárd forintos európai uniós támogatást. A kastély hasznosítására három pilléren nyugodott: egy látogatóközpont létesítésén, egy közösségi tér kialakításán és a kastélypark revitalizációján. A régészeti és falkutatásokat követően 2014 februárjában elindultak a kivitelezési munkák. 2016 márciusában Lázár János Miniszterelnökséget vezető miniszter és Dr. Görgényi Ernő, Gyula polgármestere jelenlétében átadták a felújított Gyulai Almásy-kastély Látogatóközpontot. 2021 októberében pedig átadták a kastélyban található, felújított Stefánia-szárnyat.

## Látnivalók

### Állandó kiállítás
A kastély területén 36 interaktív felület és 48 installáció enged a látogatók számára betekintést nyújtani a kastély történetébe, a főurak és a kiszolgáló személyzet mindennapjaiba. A kastély eredeti tárgyait másolatokkal, interaktív eszközökkel pótolták.

### Toronykilátó
Az egykori Víztorony 13,5 méteres magasságban egy járószintről gyönyörű kilátást mutat a Szigeterődről, a várról és a kastélyparkról.

### Török Torony
A torony legtöbb esetben időszaki, kézműves tárlatoknak biztosít helyet. A kamarakiállítás a torony történetét és ábrázolását ismerteti, illetve a korabeli Gyula építészeti és tárgyi emlékeit mutatják be.

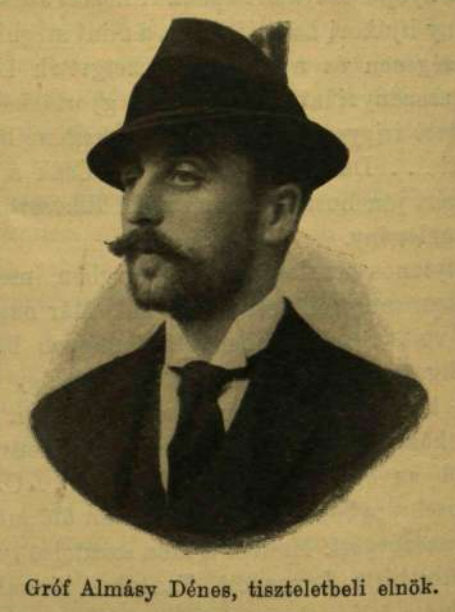
gróf Almásy Dénes (1863–1940), a kastély tulajdonosa volt 1888 és 1933 között.

## A kastélyhoz köthető híres személyek
- A kastély épületében három alkalommal is járt magyar uralkodó. I. Ferenc és lánya,  Mária Ludovika 1807-ben tettek látogatást. Ferenc József császár és felesége, Erzsébet királyné 1857-ben, addig később 1876-ban maga a császár jelent meg újból egy hadgyakorlat során.[14]
- Az aradi vértanúk közül tíz fő 1849. augusztus 23-án az épületben tették le oldalfegyverüket, majd innen indultak Arad irányába.[15]
- 1861 és 1863 között itt tanult festeni Munkácsy Mihály festő Szamossy Elek pártfogása alatt.[16]
- A kastélyban sűrűn tartózkodott Erkel Ferenc zeneszerző, akinek nagyapja kulturális udvarmesterként dolgozott a kastélyban. Több műve is a kastélyparkban keletkezett (pl. a Bánk bán opera). Egy anekdota alapján a kastély park legidősebb fáját a zeneszerzőről nevezték el.[17]

## Díjak, elismerések
- ICOMOS-díj (2017)
- A Beton Fesztivál II. helyezettje (a betonépítész-tervező kategóriában) (2017)
- Az Év Európai Múzeum díj jelöltje (2018)
- A Szállás.hu Év Turisztikai Attrakciója[18] (2022)

## Érdekességek
A kastély felkerült az Euro Souvenir nulla eurós bankjegyére.

## Képek

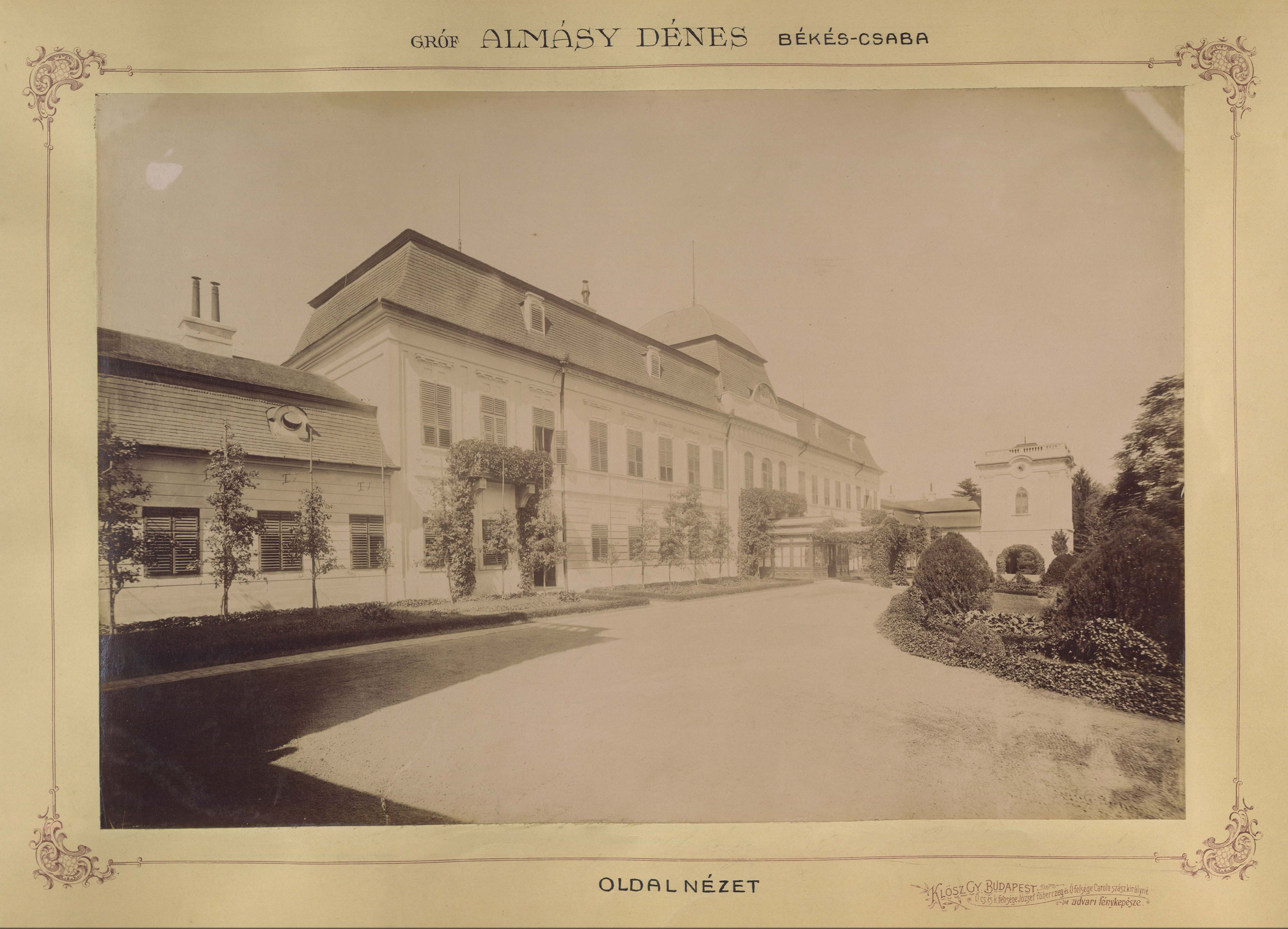
A kastély főépülete az 1890-es években
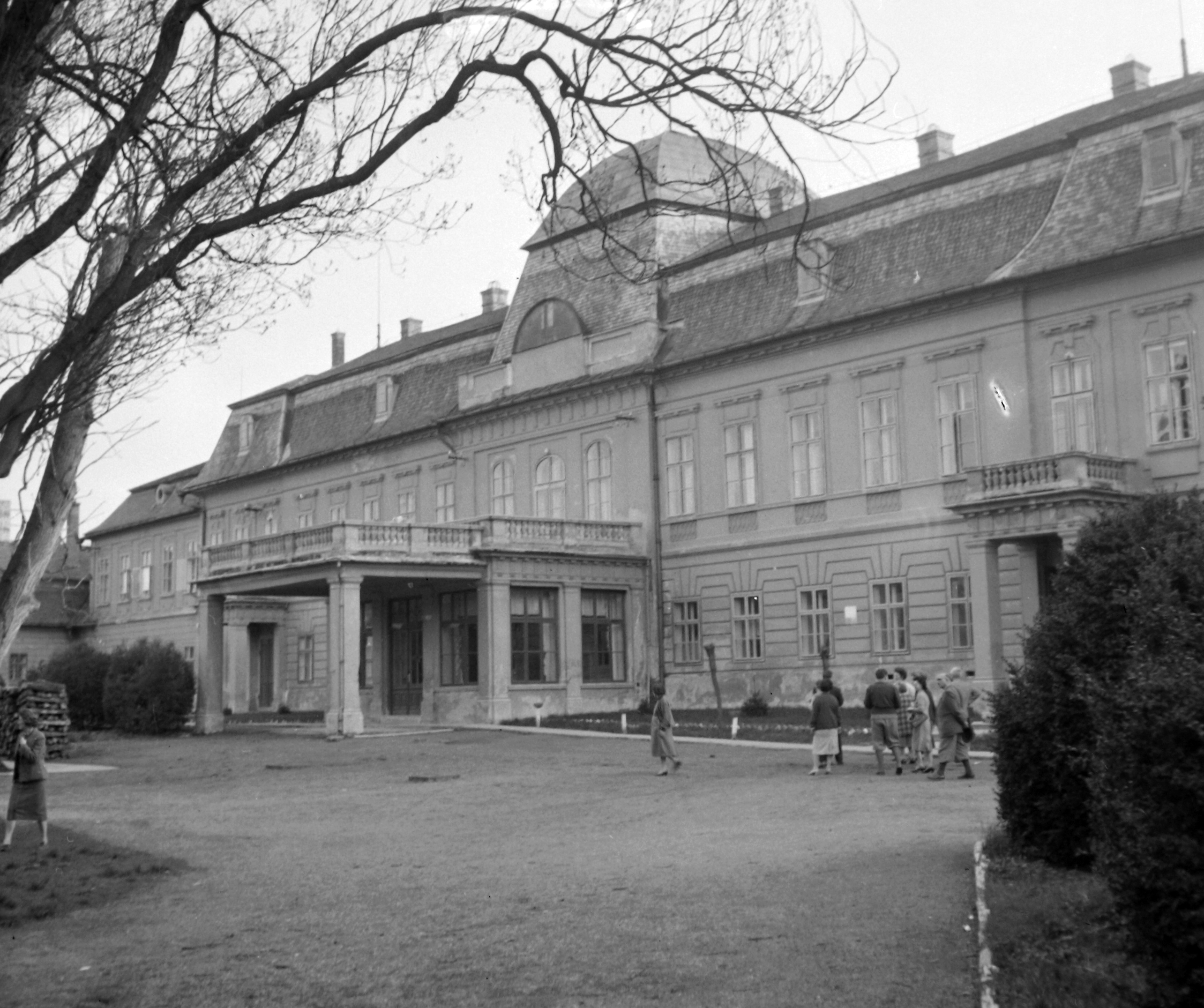
A kastély főépülete, mint csecsemőotthon az 1960-as években
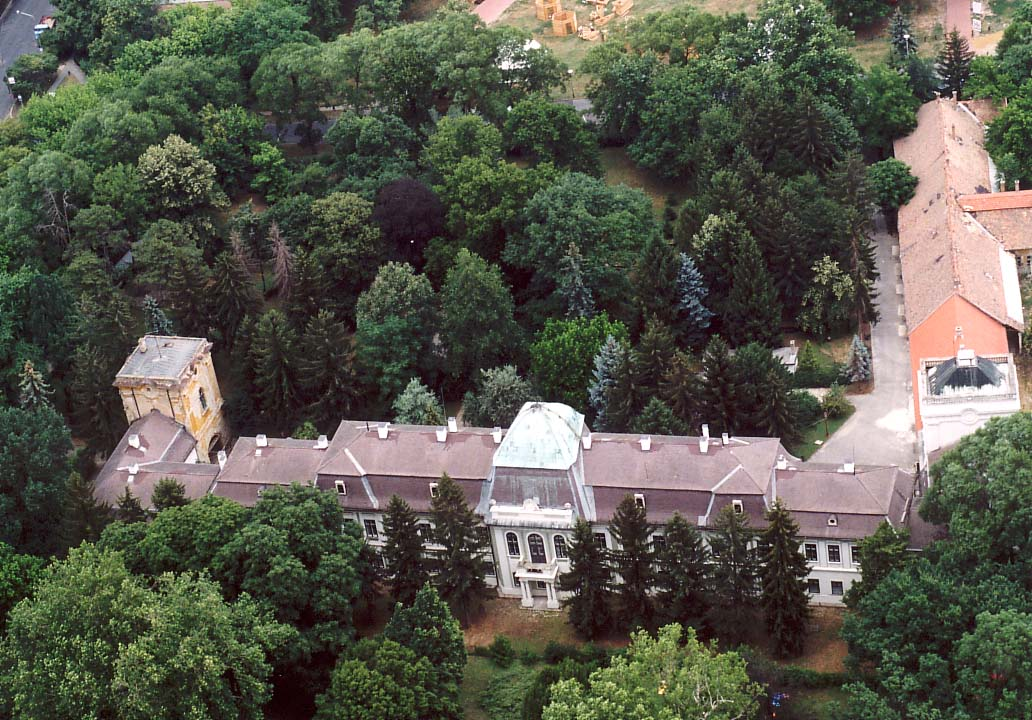
A kastély épülete madártávlatból, a felújítást megelőzően (2009)
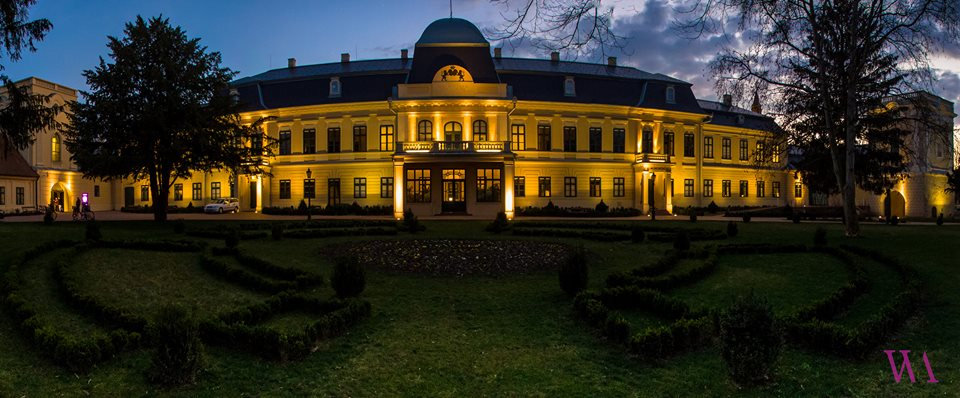
A kastély főépülete este, díszkivilágítással
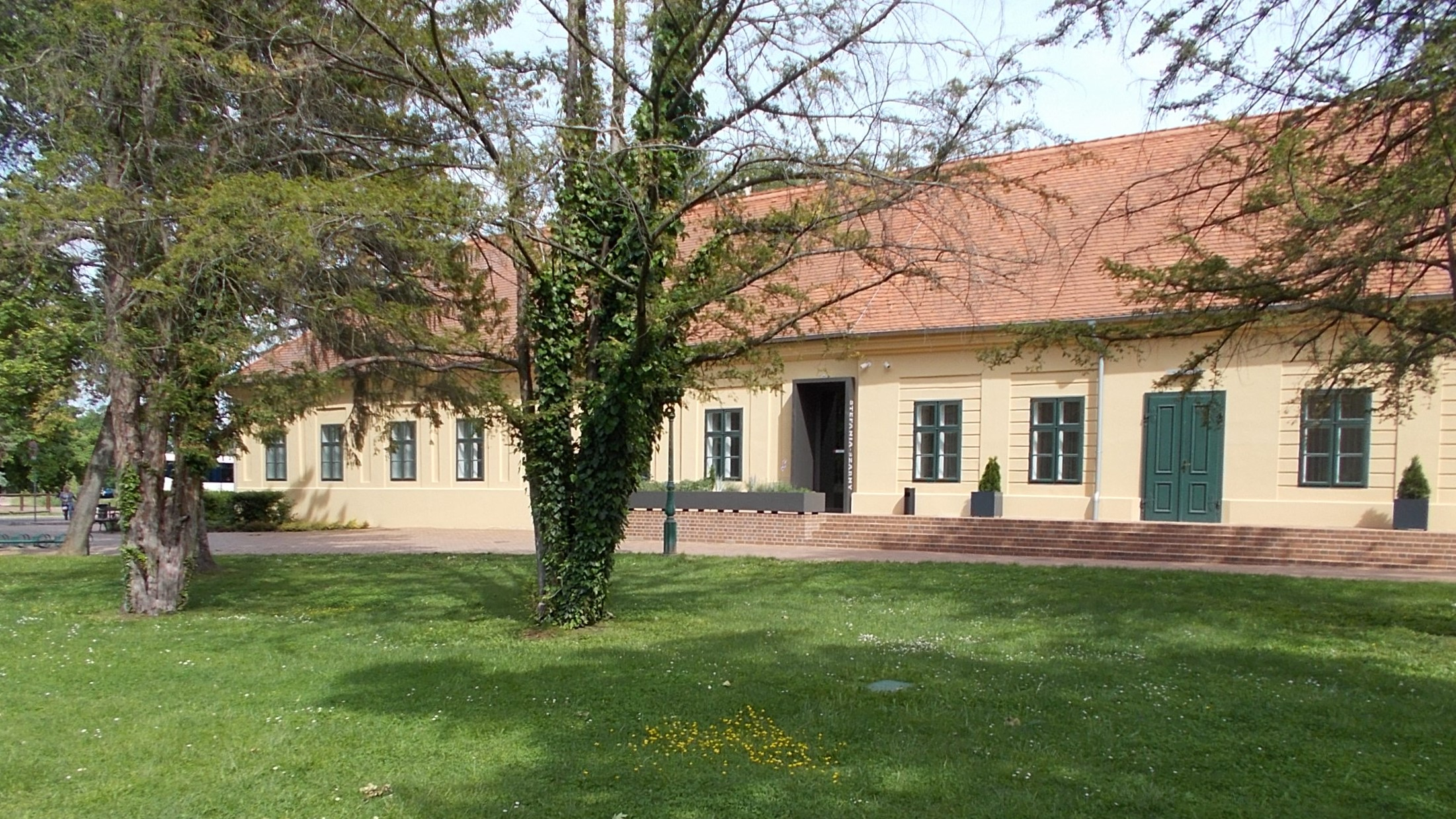
A kastély egykori lovardája
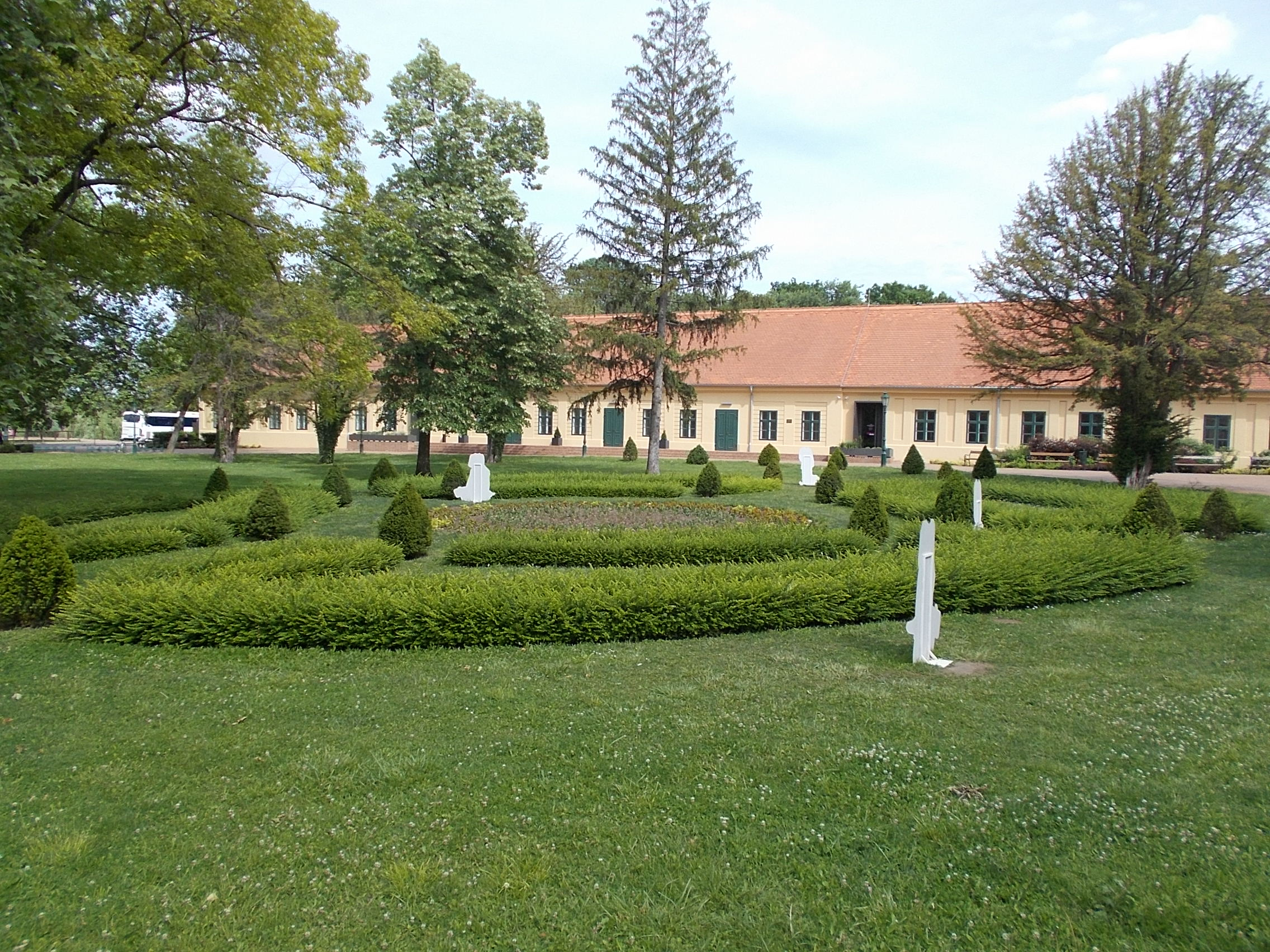
A kastélypark
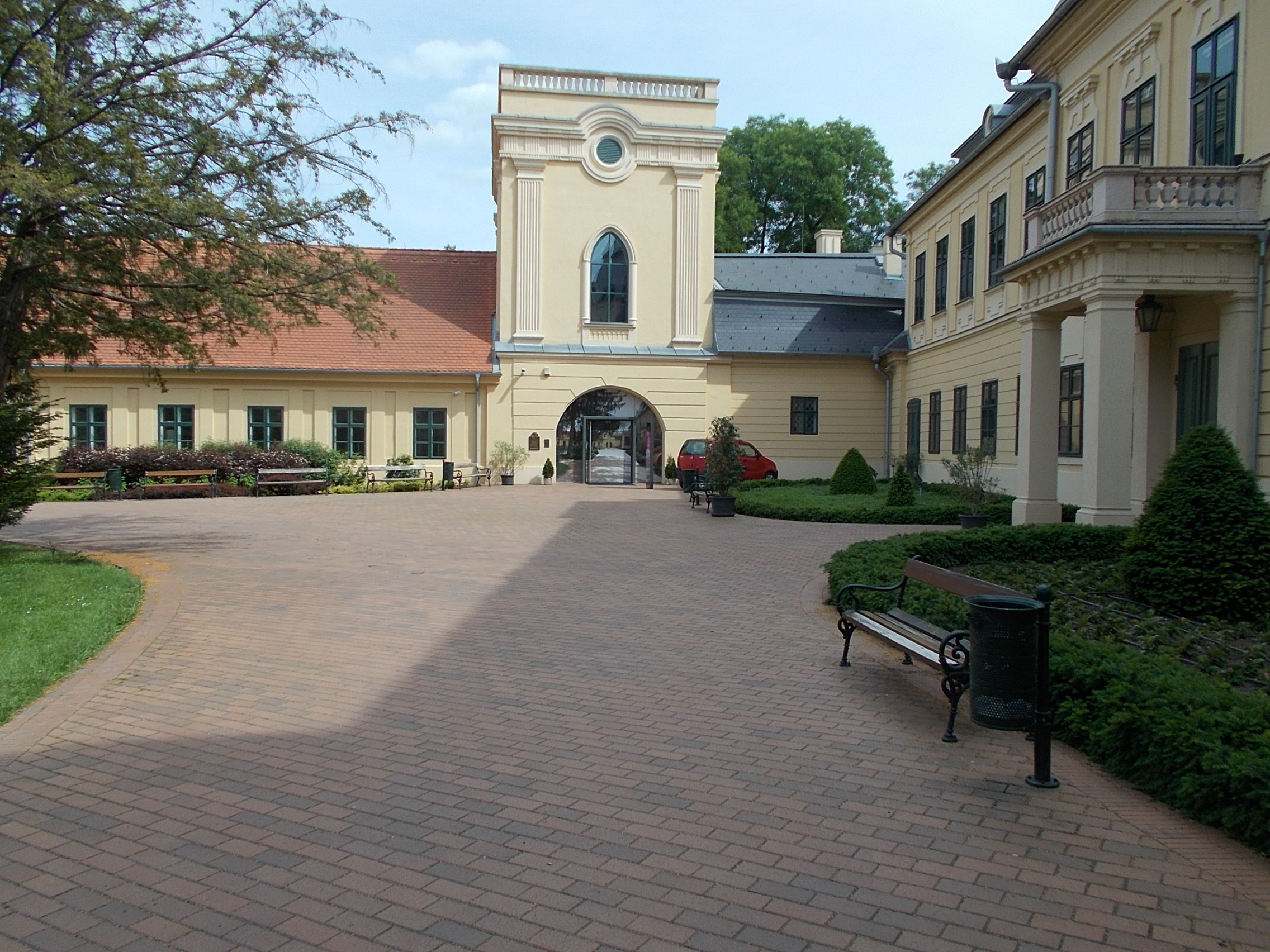
A Toronykilátó (az egykori Víztorony)
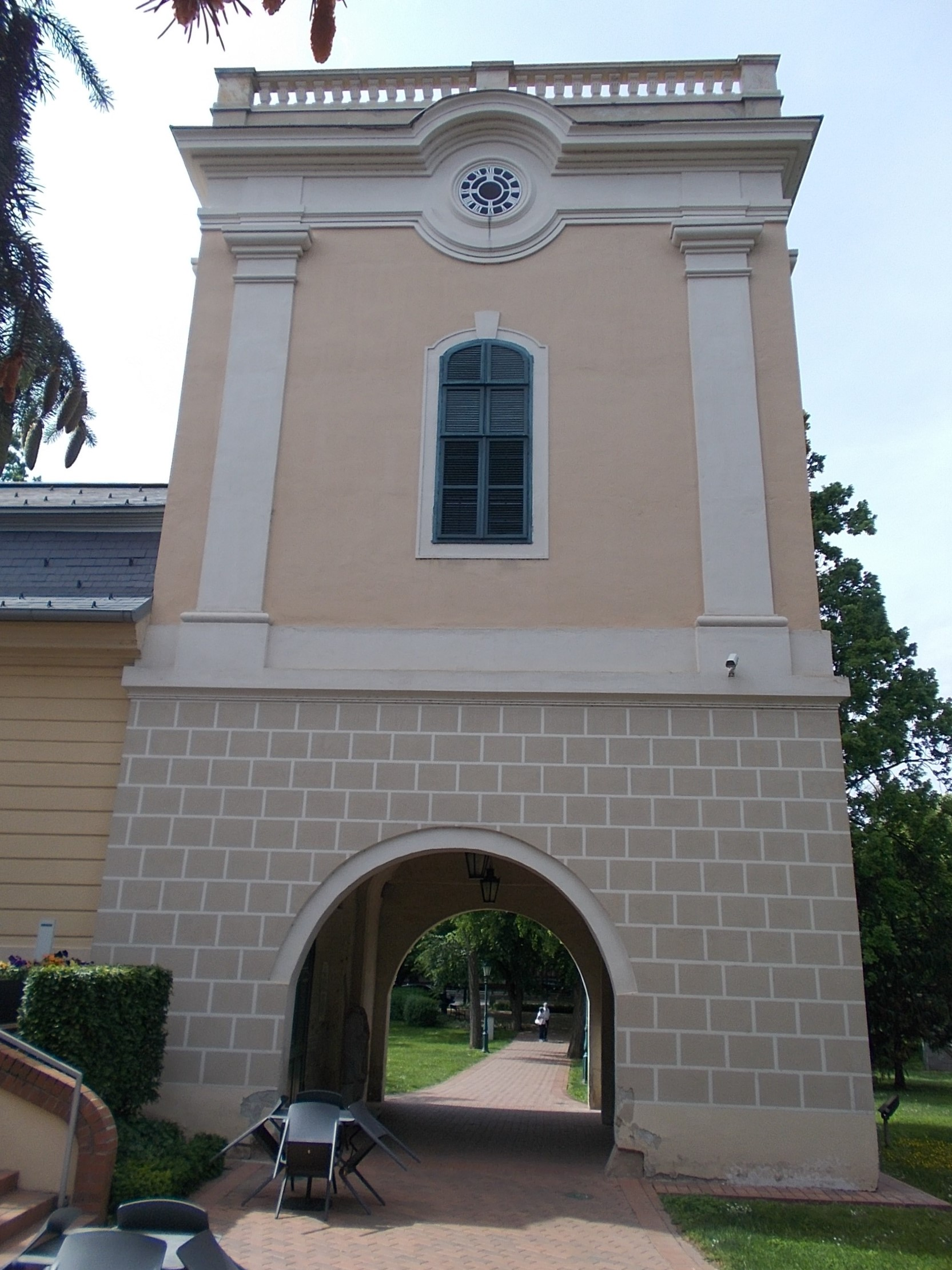
A Török Torony. A mai Magyarországon az egyetlen olyan ma is álló török kori épülete, amely nem vallási célokat szolgált.
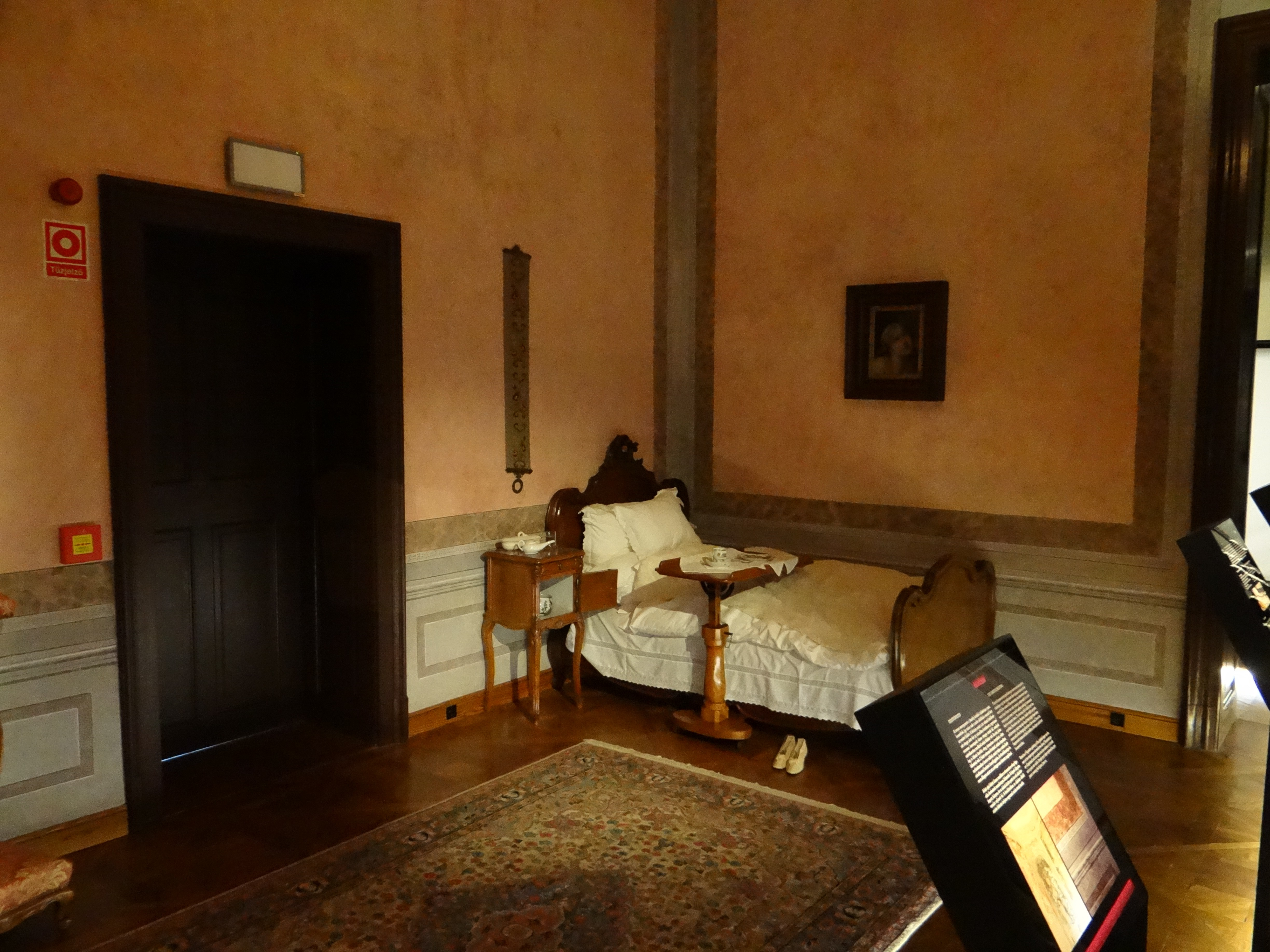
Állandó kiállítás: a nemesi kúria
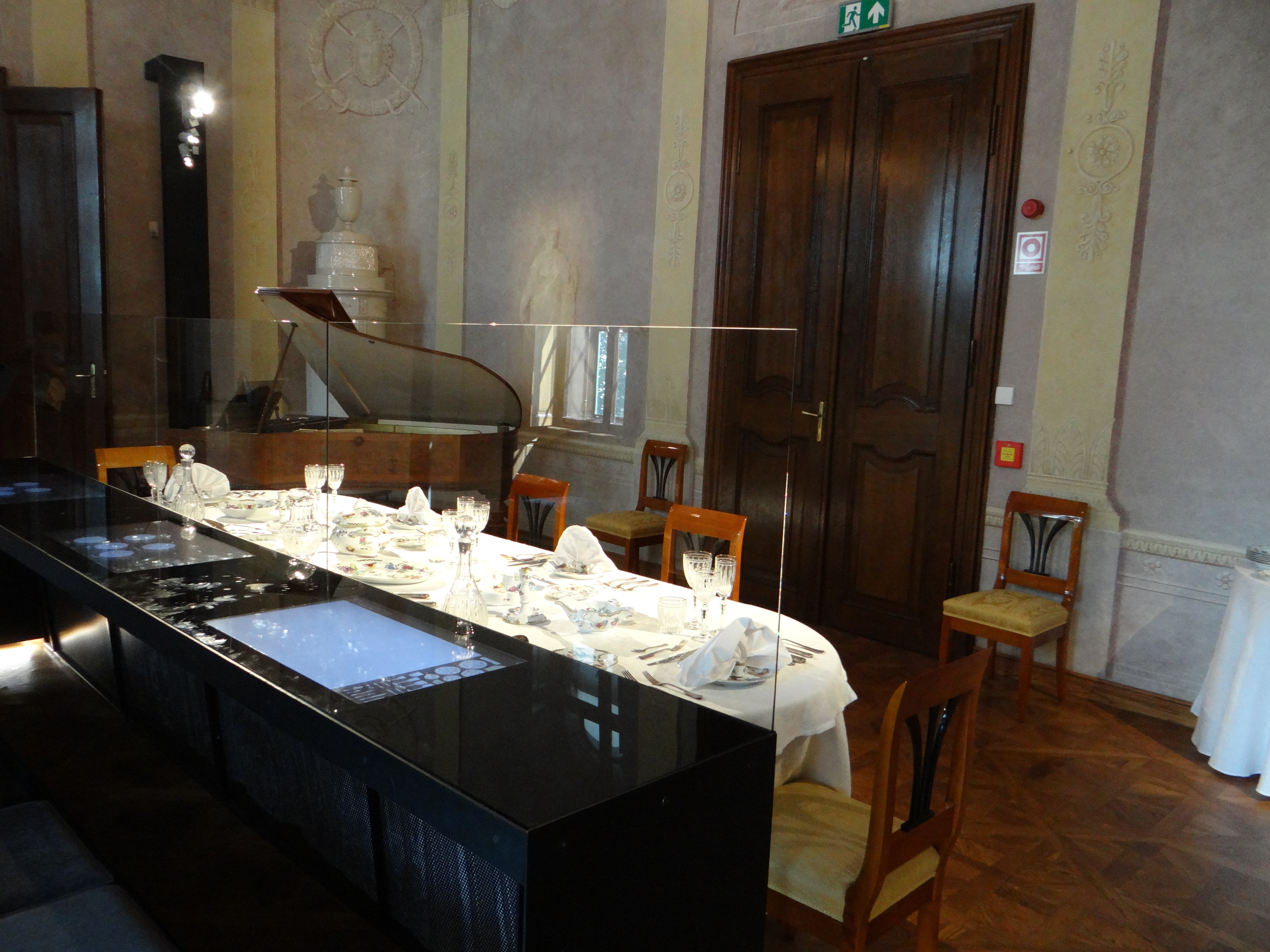
Állandó kiállítás: az étkező
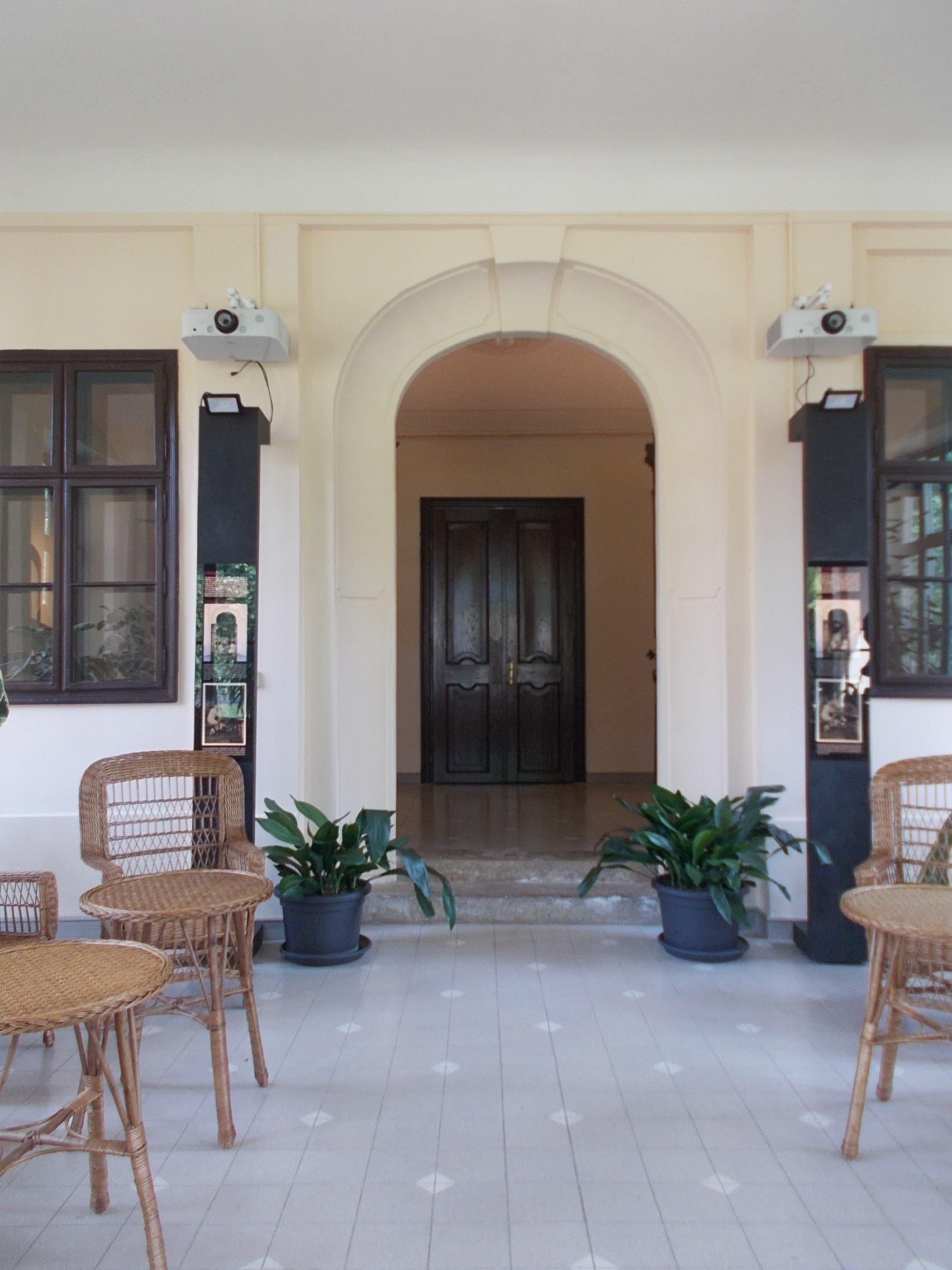
A kastély kávézója
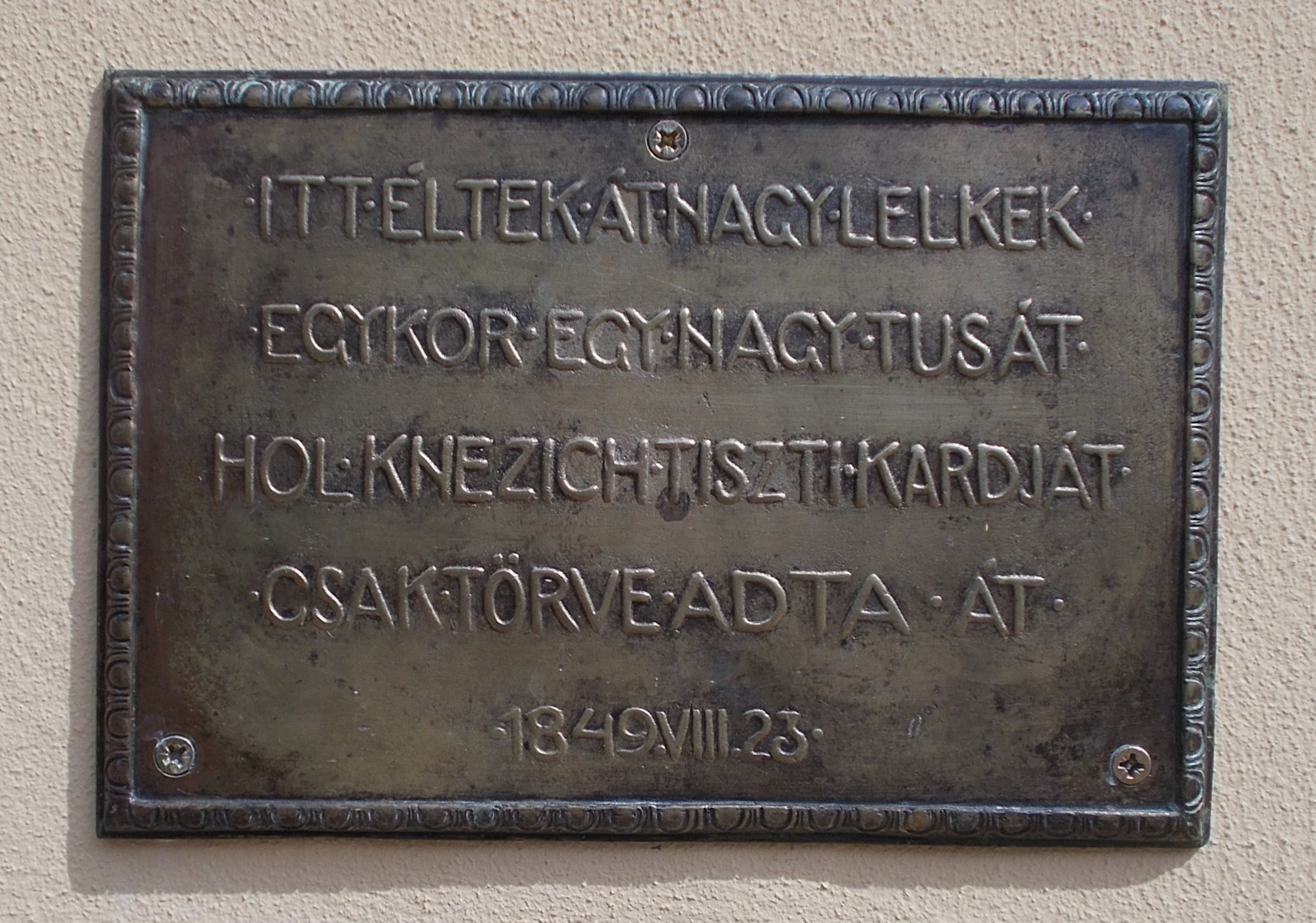
Az aradi vértanúk emléktáblája
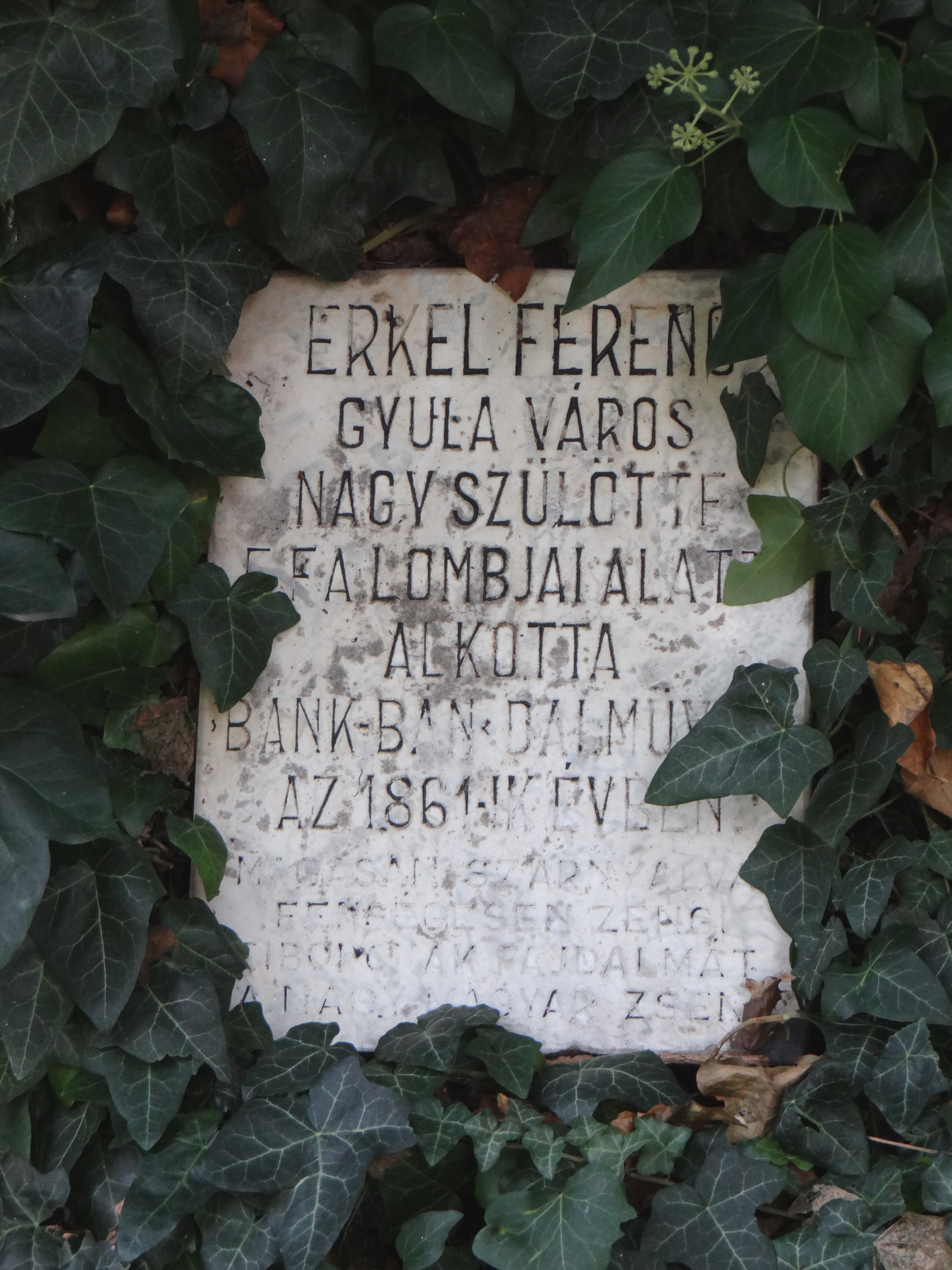
Az Erkel fa emléktáblája a kastélyparkban